# Jérôme Noirez
Jérôme Noirez, né en 1969 à Paris, est un romancier et nouvelliste français de fantasy et de romans pour la jeunesse. Il est également musicologue.

## Biographie
Il est né en 1969 à Paris. Il s'intéresse au fantastique depuis sa prime jeunesse, en lit beaucoup adolescent, avant d'être marqué par plusieurs auteurs généralistes ou classés comme tels : Céline, Rabelais, et Witold Gombrowicz avec Cosmos. Outre l'écriture, son autre activité principale est la musique : il joue de la musique médiévale, compose de nombreux morceaux et s'essaie à diverses expériences, dont le "fantasmatographe", étrange croisement entre le cinéma muet et la musique expérimentale. 
Rôliste et coauteur de jeux de rôle, il a participé à Rétrofutur chez Multisim.

## Condamnation pour pédopornographie
Interpellé en 2013, Jérôme Noirez est condamné, le 28 mai 2016, par le tribunal correctionnel d'Agen à 30 mois de prison dont 15 ferme et 10 000 € de dommages et intérêts (avec une mise à l'épreuve pour une durée de 5 ans et l'apparition de ses nom et prénom sur le Fichier judiciaire automatisé des auteurs d'infractions sexuelles ou violentes) pour « détention, captation et diffusion d'images pédopornographiques »,,,. En conséquence, les éditions Gulf Stream, éditeurs de quatre de ses romans pour la jeunesse, décident de suspendre la commercialisation de ses livres.

## Œuvres

### Féerie pour les ténèbres
- Féerie pour les ténèbres, 2004, Nestiveqnen, roman
- Les Nuits vénéneuses, 2005, Nestiveqnen, roman
- Le Carnaval des abîmes, 2006, Nestiveqnen, roman

Les nouvelles Sous le pont et Le Grand Machouilleur, parues en 2004 dans la revue Faeries (cf. ci-dessous), se déroulent également dans l'univers de Féerie pour les Ténèbres. Elles ont d'ailleurs été publiées un peu avant les romans.

### Zoo cosmique
1. Le Dernier des Babarus, 2012, Flammarion, roman jeunesse
2. Boule de nuit, 2013, Flammarion, roman jeunesse

### Autres livres
- Encyclopédie des fantômes et des fantasmes, 2005, l'Oxymore, encyclopédie
- Leçons du monde fluctuant, 2007, Denoël, roman (Prix Bob Morane 2008)
- Fleurs de dragon, 2008, Gulf Stream, roman jeunesse
- L'Empire invisible, 2008, Gulf Stream, roman jeunesse
- Le Chemin des ombres, 2008, Mango, roman jeunesse
- Le Shogun de l'ombre, 2009, Gulf Stream, roman jeunesse, suite de Fleurs de dragon
- Le Diapason des mots et des misères, 2009, Griffe d’Encre, recueil de nouvelles (Grand prix de l'Imaginaire 2010)
- Sam, 2009, Gulf Stream, album jeunesse (en collaboration avec Aurélien Police)
- La Dernière Flèche, 2010, Mango, roman jeunesse
- Enquête sur les vampires, 2010, Fetjaine, essai (en collaboration avec Fabrice Colin)
- Enquête sur les anges, 2011, Fetjaine, essai (en collaboration avec Fabrice Colin)
- Desolation Road, 2011, Gulf Stream Editeur, roman jeunesse
- 120 journées, 2012, Calmann-Lévy, roman (Prix Masterton 2013)
- Sushi nerveux, 2012, Éditions de l'Archipel, roman jeunesse
- Brainless, 2015, Gulf Stream, roman jeunesse

### Nouvelles
- Cuchulain 500 mg, dans l'anthologie L'Esprit des bardes, Nestiveqnen, 2003.
- Notre Patrie se nomme asphalte, dans l'anthologie La Route, L'Oxymore, 2003.
- L'Hydre d'Evelyne, dans l'anthologie Chimères, L'Oxymore, 2003.
- Maison fondée en automne, dans la revue Elegy, décembre 2003.
- Sû, dans l'anthologie Mythophages, L'Oxymore, 2004.
- La Mer(e) des spectres, dans l'anthologie La Mer, L'Oxymore, 2004.
- Sous le pont, dans la revue Faeries no 14, Nestiveqnen, 2004.
- Le Grand Machouilleur, dans la revue Faeries no 16, Nestiveqnen, 2004.
- Pour qui grincent ces gonds, dans l'anthologie Les Portes, L'Oxymore, 2005.
- Mère-Géode, dans l'anthologie Trésors, L'Oxymore, 2005.
- Maison-monstre cas numéro 186, dans la revue Khimaira, no 4, 2005.
- L'Apocalypse selon Huxley, dans l'anthologie Ouvre-toi !, Griffe d'Encre, 2007.
- Les Attracteurs puérils, dans la revue Lunatique no 75, 2007.
- Terrible Soleil féroce, dans L'Etrange partition sonore, numéro spécial de la revue JazzoSphère, 2007.
- Terre de fraye, dans l'anthologie Retour sur l'horizon, Denoël (Lunes d'encre), 2009 (Nouveau Grand Prix de la science-fiction française 2009).
- Welcome Home, dans l'anthologie Utopiales 2015, ActuSF, coll. « Les Trois Souhaits », 2015, p. 101-121.

### Autres publications
- Contre-texte et littérature carnavalesque : les sources médiévales d'un merveilleux discordant dans le cycle Féerie pour les ténèbres, dans les Actes du colloque du CRELID : Fantasy : le merveilleux médiéval aujourd'hui, Bragelonne coll. "Essais", 2007.

## Récompenses
- Prix des Mordus du polar 2009 des bibliothèques de la ville de Paris pour Fleurs de dragon (Gulf stream, coll. Courants noirs, 2008)
- Prix Paille en Queue 2010[8] du Salon du Livre jeunesse de l'océan Indien,  pour Sam